# Jan Karlijet
Jan Karlijet (ur. 15 maja 1889 we Friedrichstadt, zm. po 1936) – major piechoty Wojska Polskiego, kawaler Orderu Virtuti Militari.

## Życiorys
Urodził się we Friedrichstadt. Do Wojska Polskiego został przyjęty z byłych Korpusów Wschodnich i byłej armii rosyjskiej. Służył w 52 pułku piechoty. W jego szeregach walczył na wojnie z bolszewikami. 2 czerwca 1920 wyróżnił się jako dowódca 11. kompanii w walce pod Trościańcem, a we wrześniu umiejętnie dowodził III batalionem w walkach z bolszewicką kawalerią. 3 maja 1922 został zweryfikowany w stopniu kapitana ze starszeństwem z 1 czerwca 1919 i 5. lokatą w korpusie oficerów piechoty. 10 lipca 1922 został zatwierdzony na stanowisku pełniącego obowiązki dowódcy III batalionu. 3 maja 1926 roku został mianowany majorem ze starszeństwem z 1 lipca 1925 roku i 741. lokatą w korpusie oficerów piechoty. W kwietniu 1928 został przeniesiony do 84 pułku piechoty w Pińsku na stanowisko kwatermistrza. W kwietniu 1929 został przeniesiony do 60 pułku piechoty w Ostrowie Wielkopolskim na takie samo stanowisko. W czerwcu 1933 został przesunięty na stanowisko dowódcy batalionu. Z dniem 31 sierpnia 1935 został przeniesiony w stan spoczynku.

## Ordery i odznaczenia
- Krzyż Srebrny Orderu Wojskowego Virtuti Militari[16][1]
- Krzyż Walecznych[17]
- Złoty Krzyż Zasługi – 19 marca 1937 „za zasługi w służbie wojskowej”[18][19]